# Pérdida de efectividad del rotor de cola

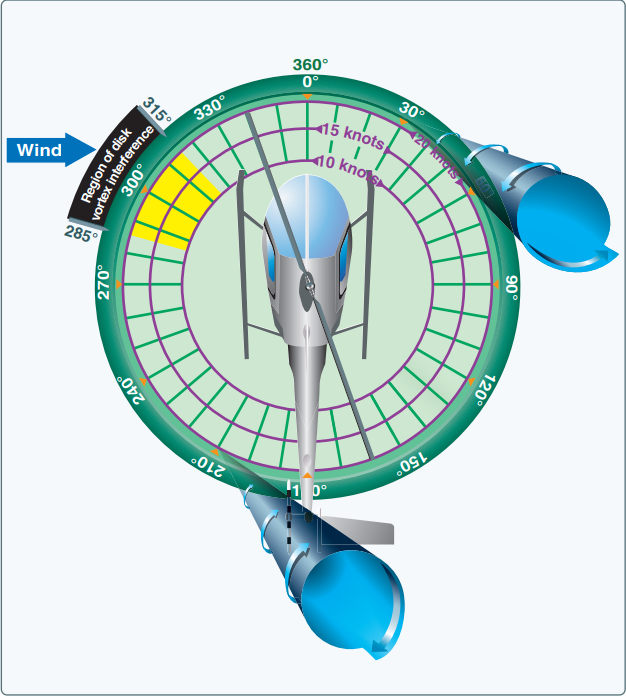
Pérdida de efectividad del rotor de cola

La pérdida de efectividad del rotor de cola (LTE, Loss of tail-rotor effectiveness) ocurre cuando el rotor de cola de un helicóptero está expuesto a fuerzas del viento que le impiden llevar a cabo su función —cancelar el par del motor y la transmisión.  Las situaciones de baja velocidad en aire y alta potencia son propicias para que ocurra.